# 埃里库尔战役
埃里库尔战役（法語：Battle of Héricourt），根据文献的不同也称为利宰讷河战役、蒙贝利亚尔战役，是1871年1月15日至17日普法战争期间，法国与普鲁士王国之间的一场军事冲突。法军为了解放被普军在贝尔福战役中，被包围的法国驻军而展开的军事行动，结果以法军解放贝尔福失败，在撤退到瑞士后被拘留。

## 战役背景

### 进军贝尔福

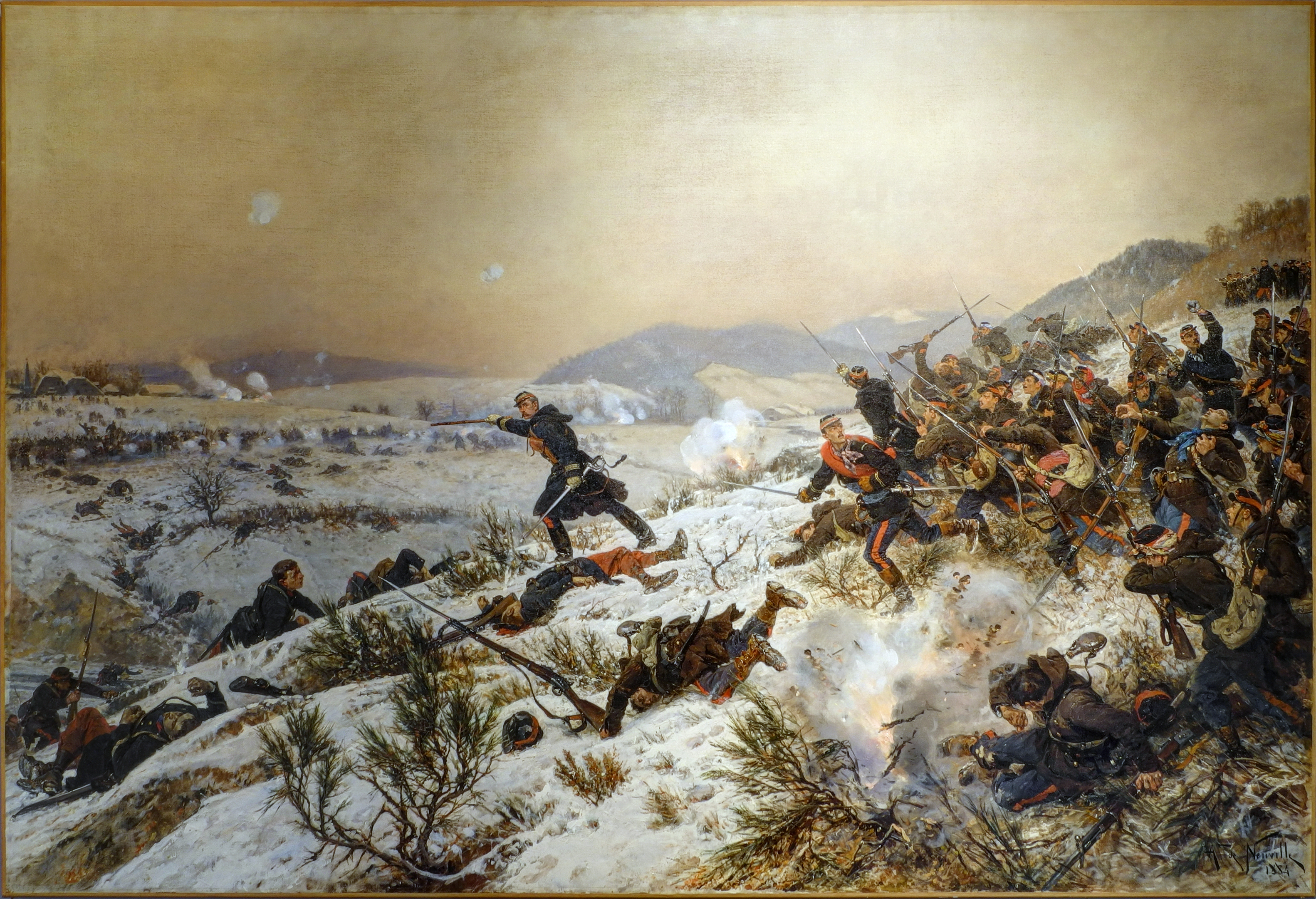
法军与普军在蒙贝利亚尔展开的战斗

1870年12月，在法军将领夏尔·德尼·布尔巴基的领导下，在布尔日创建了一支新的军队，主要由卢瓦尔军团和一些准军事部队与民兵组成的东方军团，东方军团在向东推进的期间，在索恩河畔沙隆和贝桑松得到了一些增援。德尼·布尔巴基的目的是切断普鲁士军队的后方和通讯线路，进而解放贝尔福战役中，被普军围攻的法国驻军，对此，他首先在维莱塞克塞勒展开攻势。
1871年1月8日，法军对维莱塞克塞勒的战役开始，在普鲁士将领奥古斯特·冯·韦尔德的指挥下，下令普军撤出维莱塞克塞勒（因为对奥古斯特·冯·韦尔德来说，这个城市的战略意义不大），移动到蒙贝利亚尔（自1870年11月以来由普鲁士军队控制），同时普军从南部调来大量部队支援 。法军一方面在莱茵河以东发动攻势，另一方面切断驻扎在法国东北部的德国军队的后方。奥古斯特·冯·韦尔德预料到，法军的计划是前往贝尔福，夺回城市，解放法国驻军。
但是，德尼·布尔巴基在维勒塞克尔陷入了各种补给问题，东方军团无法迅速追击普军。因此，普鲁士军队趁法军无所作为的基础上，于1月11日抵达利宰讷河左岸驻扎，这条河虽然不重要，但却是一个自然障碍。利宰讷河流的宽度在6至8米之间，深度接近1米，普军利用利宰讷河的防御价值建立防线，此外，从蒙贝利亚尔到埃里库尔的铁路也为普军的补给提供了方便。普军利用两天的时间（1月10日和12日），加强这些战地防御工事，在沿着上索恩省的利宰讷河上防线上部署重兵，同时撤出包围贝尔福战役的火炮，部署在蒙贝利亚尔的高地上，普军炸毁了河流上大部分的桥梁，从蒙贝利亚尔到弗拉耶之间，普军铺设大约20公里的路线，以便通过补给。
虽然在现代的文献中，德尼·布尔巴基被指责过于缓慢和过于谨慎，这浪费了他在数量上的优势，使普军部队有足够的时间建立一条有效的防线，并为以后的反攻做准备。然而，由于道路条件艰苦，法军也受到严重霜冻的困扰，在1月14日晚上，山区的温度更降至零下17度。此外，在这种情况下，法国军队的铁路运输组织得很差，导致在卸货站前的军需物资被积压了长达10天的时间，严寒的天气也使得人员进一步伤亡，并使部队士气低落。

## 战役开始

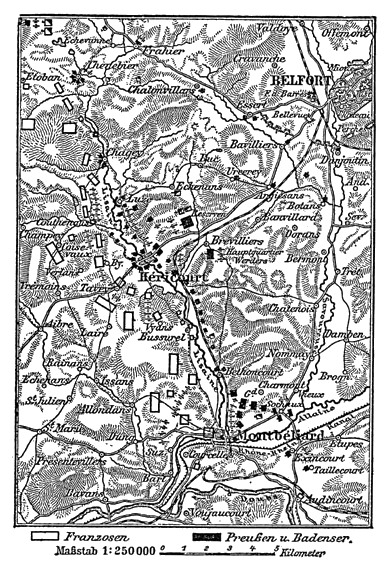
埃里库尔战役的防线地图

1月14日，第一批法军部队抵达阿尔塞地区（蒙贝利亚尔西北10公里），经过几次与普军的前哨阵地的冲突后，东方军团抵达蒙贝利亚的高地，两军战役一触即发。法军部队约有140000人，普鲁士军队约有52000人。
这场战役在非常严峻的严寒下进行，前线阵地的争夺战在固定的战线上进行。尽管法军在维莱塞克塞勒地区的战斗表现出色，人数也比普军多一倍，但还是一支精疲力竭，装备不足的军队，在利宰讷河的战线上，法军也因为缺乏冬天的使用装备（例如没有马蹄铁），导致无法在战斗中争取更大的优势。1月15日，第一次战斗是在埃里库尔和蒙贝利亚尔两个城市外进行，经过双方一天的互相炮击后，16日法军沿着19公里的战线展开，成功击退普军的重型部队，夺回咐近几个村庄。在利宰讷河的战线上，双方进行了3天激烈又痛苦的战斗。

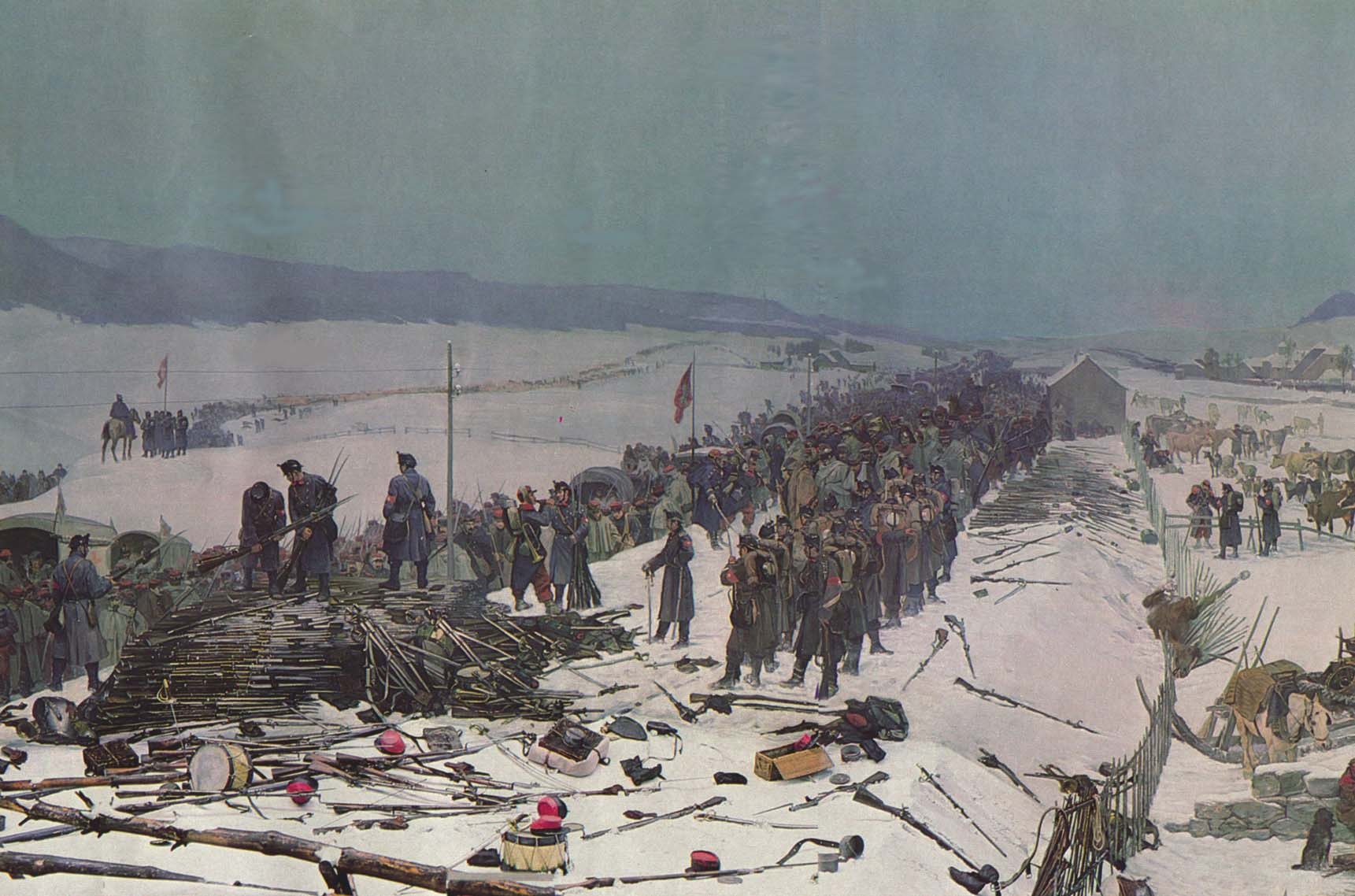
1871年，法国东方军团撤退到瑞士边境后被解除武装

1871年1月18日，由于没有取得任何重大的突破，德尼·布尔巴基决定暂停战斗，并向南部的贝桑松撤退，贝尔福的解放行动宣告失败。19日，普军转移了两个军团，组成了一道向法军包围的军势。1月24日，普军切断通往里昂的铁路，彻底关闭了东方军团向西的退路，由于受到被普军包围的威胁，法军不得不朝蓬塔利耶的方向前进。在经过杜城的高原时，由于严峻的大雪和严寒天气，导致大量法军士兵产生饥饿、疲惫和在寒冷中丧命。法军被困在瑞士边境上动弹不得，德尼·布尔巴基得知自己掉入普军设下的陷阱后试图自杀未遂，他的副官朱斯坦·克兰尚接手军团的指挥权后，法军进入瑞士境内，所有法军被解除武装拘留在瑞士。

## 结果
从1871年2月1日起，大约87,000名法军开始跨越瑞士边界返回法国，他们主要集中在蓬塔利耶西南面的韦里耶尔德茹。约12,000名法军病人与受伤者在1871年3月13日至6月逐渐返回法国接受治疗。法军对此损失了大约11,800马匹，285门大炮，64,000支步枪，60,000把剑，并向瑞士支付1200万法郎的赔偿金。
在这场战斗的法军部队被消灭之后，被普军围困的贝尔福没有任何缓解的希望，但由皮埃尔·菲利普·当费尔-罗什罗指挥的贝尔福驻军一直英勇抵抗普鲁士军队，直到1871年1月28日签署停战协定为止。
在1870到1871年的冬天，法国为收回被普军占领的国土而进行的一系列努力也宣告失败；首都巴黎（比藏瓦勒战役）到与来自北部（圣康坦战役）和西部（勒芒战役）的一系列行动的失败之后，对法国民众和军队都产生了严重的士气低落。
普法战争结束后，双方就停火问题进行了谈判，最终法国阿尔萨斯-洛林的大部分地区落入德意志帝国手中，只有一小部分阿尔萨斯-贝尔福及其周围的市镇留在法国。1922年，在第一次世界大战结束后签署的《凡尔赛条约》中，阿尔萨斯-洛林重回法国后，这些市镇组成了一个新的省，即贝尔福地区。

## 纪念

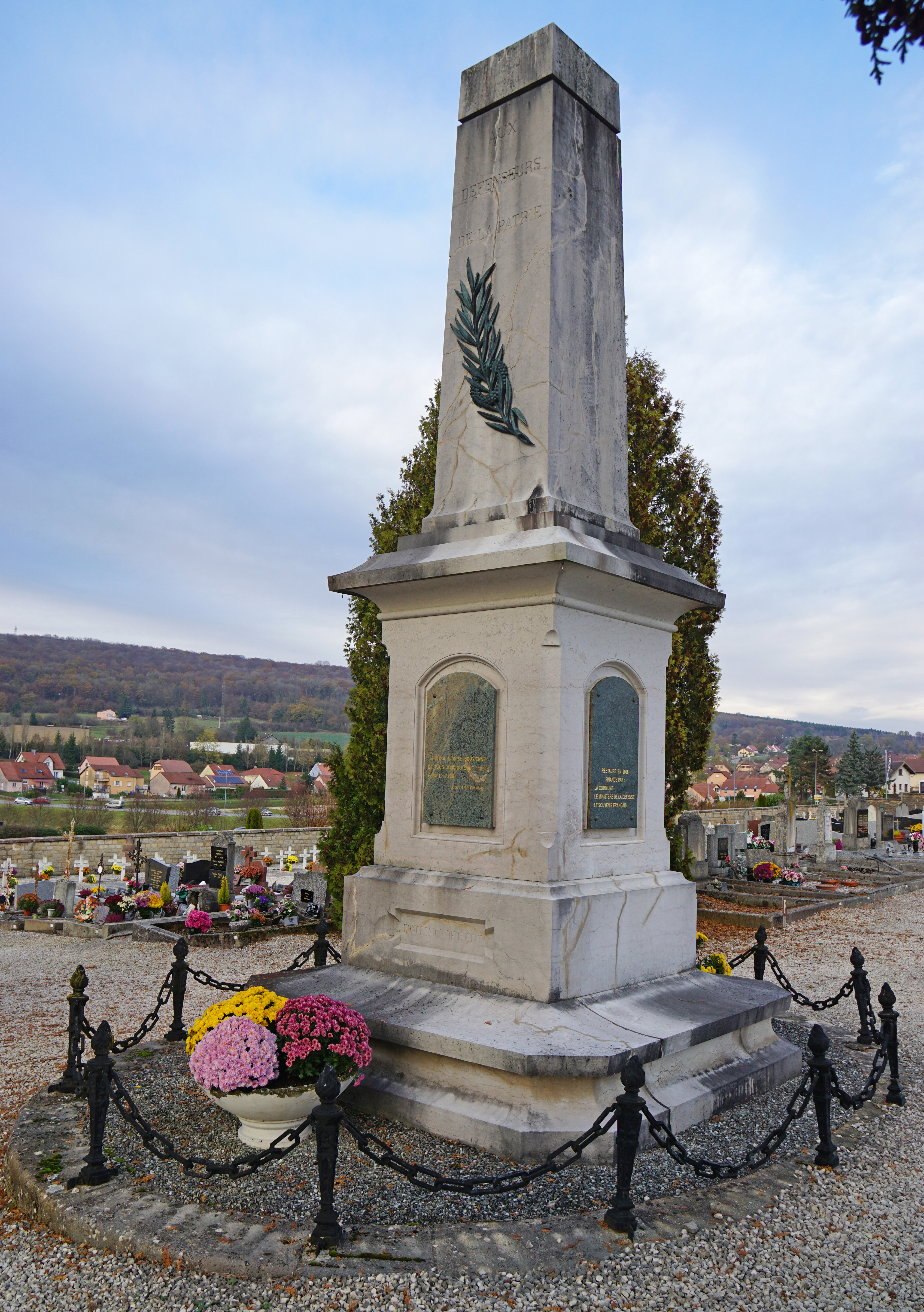
埃里库尔纪念1870年战役的纪念碑

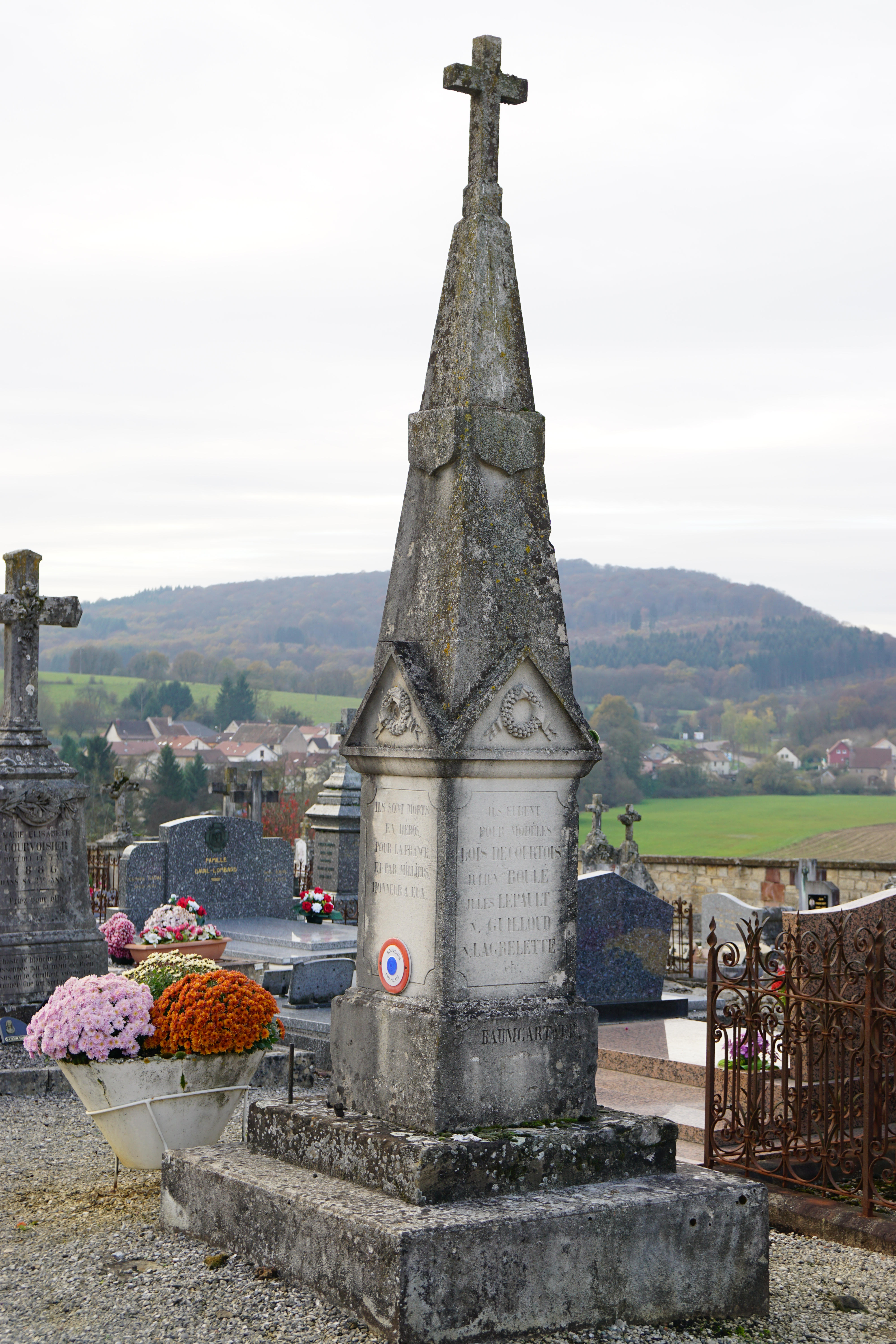
位于埃里库尔公墓的纪念碑

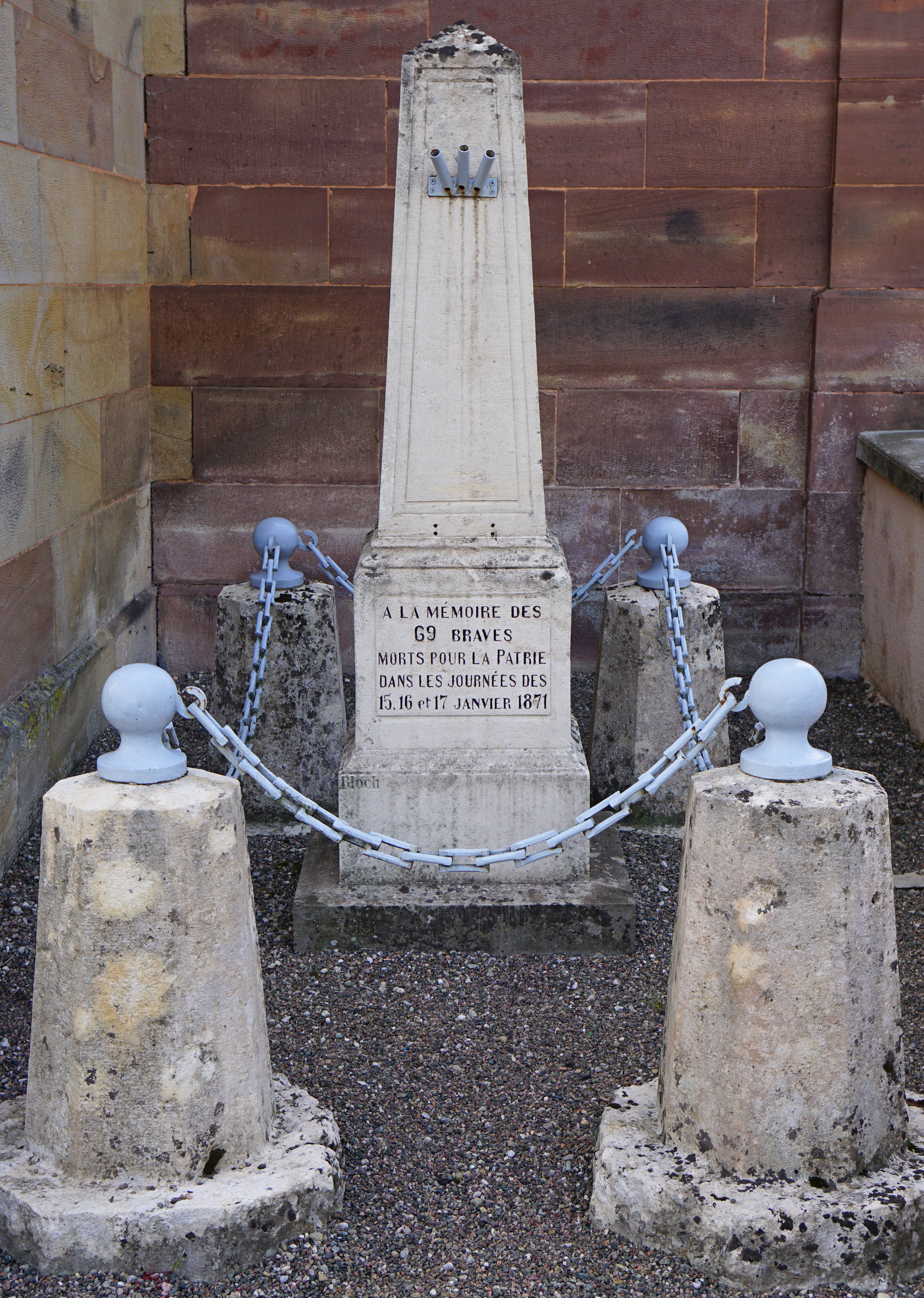
位于韦里耶尔德茹的纪念碑

为了纪念1870年战争的死难者，法国在此战役的相关地区上建有多座纪念碑。其中埃里库尔的墓地里，建有两座纪念碑。另一个纪念碑位于韦里耶尔德茹附近的社区。
法国和德国也为在利宰讷河的战役中的死者建立纪念碑。在舍讷比耶，法国市政府在法国民间协会的支持下，也建有纪念碑。